# Charlie Savage
Charlie William Henry Savage, född 2 maj 2003 i Leicester, England, är en walesisk fotbollsspelare som spelar för Manchester United i Premier League.

## Uppväxt
Savage föddes i engelska Leicester och utbildade sig vid Manchester Grammar School. Han är son till den förre walesiska landslagsmittfältaren Robbie Savage.

## Klubbkarriär
Savage skrev på sitt första proffskontrakt med Manchester United i april 2021. Han debuterade för klubben i Champions League-matchen mot Young Boys den 8 december 2021, där han blev inbytt i den 89:e minuten mot Juan Mata.